# Muhammara
Muhammara (arabsky) nebo acuka (turecky) je pikantní pasta z vlašských ořechů, strouhanky, červené papriky a olivového oleje, dochucená případně dalšími přísadami, jako je česnek, sůl, citronová šťáva, sirup z granátových jablek a kmín. Je spojována především s Aleppem, ale jí se také v Turecku, zejména v jihovýchodních oblastech, kde jsou arabská jídla v místní kuchyni běžnější kvůli syrskému kulturnímu vlivu. V Turecku se podává jako jeden z předkrmů na společném talíři (meze). Jinak se používá jako dip, pomazánka nebo příloha k masitým pokrmům.